# Мансурадзе, Дмитрий Александрович
Дмитрий Александрович Мансурадзе (1881 — приблизительно 1957) — подполковник Российской императорской армии, участник русско-японской и Первой мировой войн. Кавалер ордена Святого Георгия 4-й степени (1915). В апреле 1918 года перешёл на службу в армию Украинской Державы. Затем жил и работал во Владивостоке. В 1940 году был осуждён по 58-й статье за контрреволюционную деятельность на пять лет. В 1957 году реабилитирован.

## Биография
Дмитрий Мансурадзе родился в 1881 году в Терской области. Общее образование получил в Михайловском Воронежском кадетском корпусе, военное - в Константиновском артиллерийском училище. Поступил на службу в Российскую императорскую армию, участвовал в русско-японской войне. По состоянию на 1 января 1909 года служил в 9-й Восточно-Сибирской стрелковой артиллерийской бригаде. В 1913 году окончил Николаевскую академию Генерального штаба, по 2-му разряду.
Принимал участие в Первой мировой войне. 9 августа 1911 года получил старшинство в чине капитана 15-й артиллерийской бригады. В 1914 году был причислен к Генеральному штабу. Высочайшим приказом от 17 октября 1915 года был удостоен ордена Святого Георгия 4-й степени. 5 января 1916 года Мансурадзе был переведён в Генеральный штаб и назначен старшим адъютантом штаба 9-й пехотной дивизии. 20 апреля того же года получил Высочайшее благоволение. По состоянию на 3 января 1917 года служил в том же чине и на той же должности. В 1917 году произведён в подполковники. 3 июля 1917 года назначен на должность штаб-офицера для поручений при штабе 10-го армейского корпуса.
14 апреля 1918 года перешёл на службу в армию Украинской державы гетмана Скорпадского. По состоянию на 21 ноября 1918 года служил в чине войскового старшины и на должности начальника штаба 5-й пехотной дивизии, которая квартировалась в Одессе.
К 1938 году жил во Владивостоке, где и работал преподавателем военных наук в Дальневосточном политехническом институте. 16 июля 1938 года был арестован, а 21 февраля 1940 года осуждён по 58-й статье и приговорён к пяти годам исправительно-трудовых лагерей. 25 мая 1957 года был реабилитирован  постановлением Президиума Приморского краевого суда.  Скончался приблизительно в том же году в Южно-Сахалинске.